# Tëmkino
Tëmkino (in russo Тёмкино?) è un villaggio dell'oblast' di Smolensk, in Russia; è il centro amministrativo del distretto Tëmkinskij.
Si trova nella parte orientale della regione, a 200 km da Smolensk.